# Rogério dos Reis

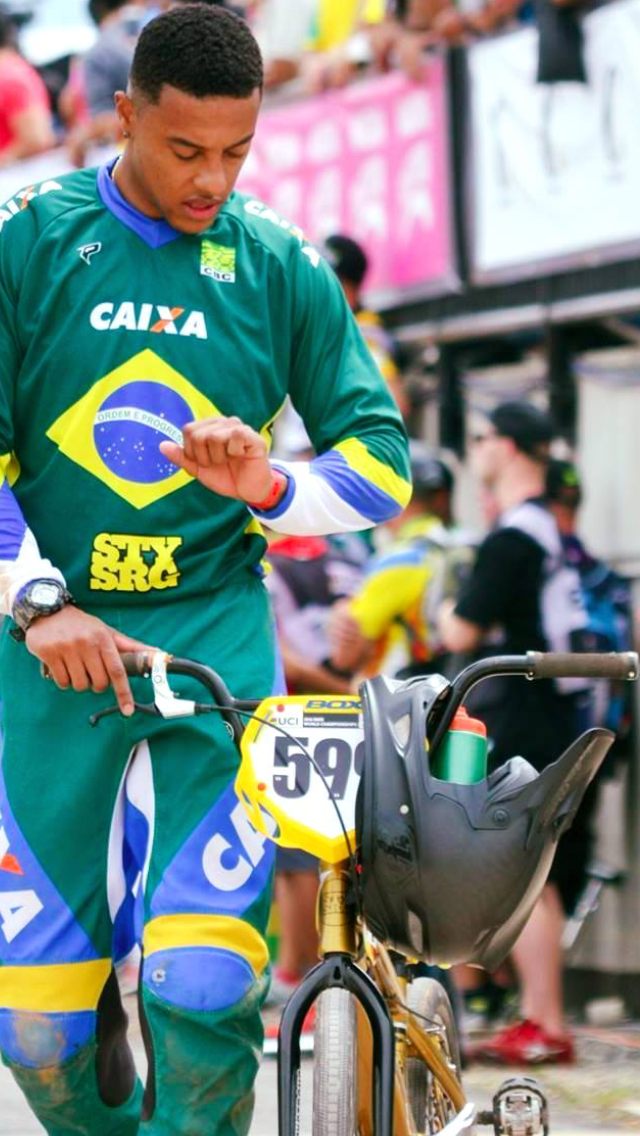
Piloto Brasileiro de BMX

Rogério dos Reis (Itu, 17 de março de 1992) é um ciclista brasileiro. 
Inicio no esporte com 13/14 anos, se tornou profissional no ano de 2011 na categoria Elite Man. Hoje é uns dos atletas da Seleção Brasileira de Ciclismo.
Patrocinado pela marca e equipe Stay Strong conhecida mundialmente.

## Trajetória
Nascido na CIdade de Cabreuva, em São Paulo, mas criado na Cidade de Itu, aos dez anos, já em Itu, Começou a se interessar por esportes, aprendendo a jogar Capoeira em uma Escola no seu Bairro, depois da Capoeira se interessou em jogar Futebol com o Time do SESI Clube, aos 12 anos, se interessou em praticar artes marciais Karaté no SESI de Itu, chegando até à faixa vermelha.
Um certo dia voltando do treino de karaté, Rogério passa em um terreno baldio e se depara com garotos andando de bicicleta, mas o que impressionou foi que os garotos não só estavam andando e sim pulando Obstáculos de Terra. No dia seguinte Rogério Reis resolve ir de bicicleta ao treino de Karaté, já pensando na volta dar uma passada no terreno baldio e tentar fazer igual os garotos, de impulso sem pensar se joga em um obstáculo e leva um tombo, em vez que ficar triste por cair, ficou ainda feliz e foi tentando até conseguir passar o obstáculo, chegando em casa todo ralado e sujo. Em uma confraternização em família, seu pai Jair Reis comenta sobre o que o Rogério fez há dias com um primo, por acaso, e o primo contou ao seu pai que esses obstáculos no terreno baldio era um local para prática de treinos para BMX Bicicros, que na cidade tinha uma equipe que seu filho era membro que um dia ia apresentá-lo. Rogério foi convidado pela Equipe Ituana de Bicicross a começar a treinar com equipamentos certos e disputar copas regionais, e aos 14 anos se torna um membro da equipe começando a participar no Campeonato Paulista de Bicicros. Aos 18 anos era piloto profissional de BMX no ano de 2011 na categoria Elite Man.
Atualmente compete pelo Clube de Ciclismo de São José dos Campos,
No ano de 2014 esteve morando na Califórnia junto com a Seleção Brasileira de Ciclismo durante 2 anos.
Atualmente esta morando em Orlando na Flórida, aperfeiçoando sua técnica e competindo os Estaduais dos EUA.

## Principais conquistas[2]
- Campeão Brasileiro na categotia Elite Man no ano de 2013
- Campeão LemeCristhimas em 2012
- 2º Lugar no Sul Americano 2014
- 3º Lugar no Pan Americano 2014
- 2º Lugar no Latino Americano 2012
- w8 no Mundial na Africa do Sul
- 2º Lugar Pan Americano na Junior Cruiser em 2008
- 3x Lider do Ranking Brasileiro de BMX